# 하라프 알브

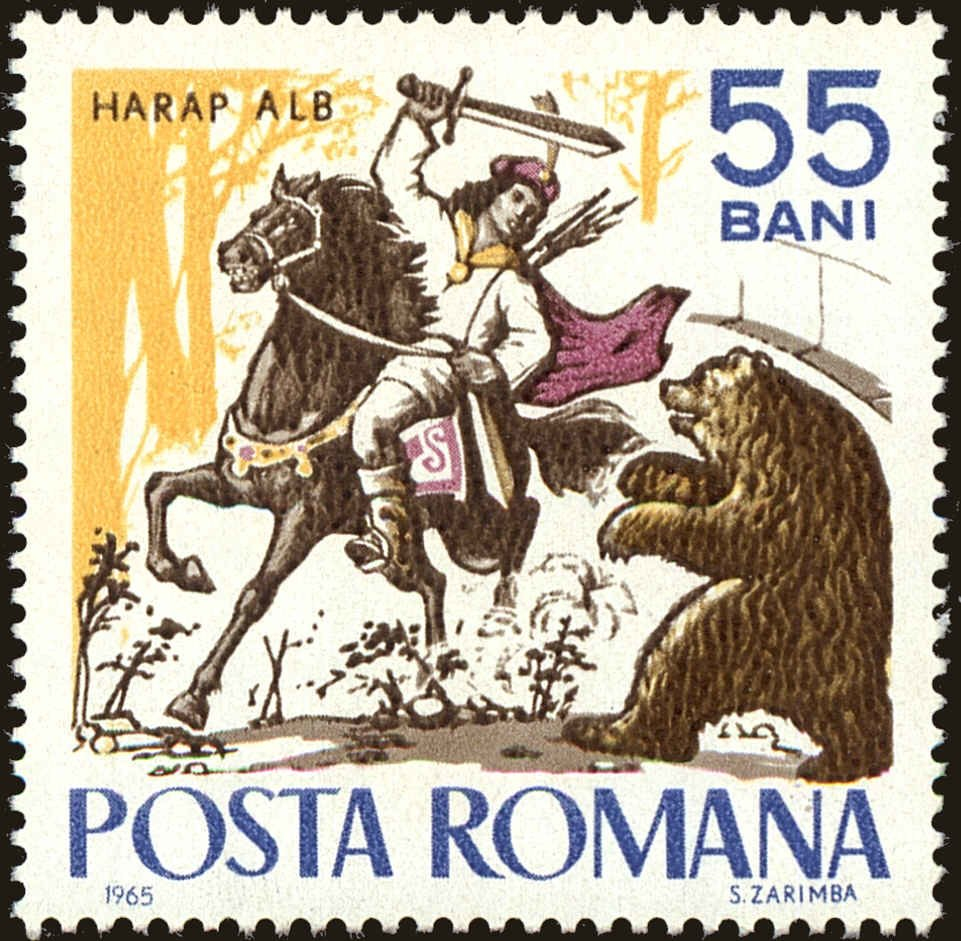
루마니아 우표의 하라프 알브

하라프 알브(Harap Alb)는 이온 크레안거가 지은 하라프 알브 왕자 이야기(The Story of Harap Alb)라는 루마니아어 동화이자 주인공 이름이다. 그는 3명의 왕자들 가운데 가장 어리다.
하라프 알브 왕자 이야기는 루마니아에서 가장 성공한 동화로 평가받는다. 주인공은 가는 길마다 펼쳐지는 초자연적인 사건들 앞에서 장애물들을 하나씩 극복해 간다. 매 순간마다 초월적인 힘이 등장하지만 그 속의 파란만장한 인생은 먼 나라 이야기라는 선입견을 떨쳐버리게 한다. 모든 동화적 요소들을 오염시키지 않고 단일 테마로 자연스럽게 종합, 확장하는 데 성공하면서 크레안거의 대표작으로 꼽힌다.